# Tim Dillard
Pour les articles homonymes, voir Dillard.
Timothy Charles Dillard (né le 19 juillet 1983 à Sarasota, Floride, États-Unis) est un ancien lanceur de relève droitier des Ligues majeures de baseball qui a joué pour les Brewers de Milwaukee de 2008 à 2012.

## Carrière
Tim Dillard est le fils de Steve Dillard, un joueur de deuxième but ayant évolué dans la Ligue majeure de baseball de 1975 à 1982. Tim est drafté par les Brewers de Milwaukee au 15e tour de sélection en 2001. Il ne signe pas de contrat avec les Brewers mais l'équipe le repêche à nouveau, cette fois au 34e tour en 2002, et il paraphe un contrat le 27 mai 2003.
Tim Dillard fait ses débuts dans le baseball majeur avec les Brewers le 23 mai 2008. Il apparaît dans 13 parties de l'équipe, chaque fois comme lanceur de relève, au cours de cette première saison. Le droitier ne joue que deux matchs, encaissant une défaite, pour Milwaukee en 2009. De 2007 à 2011, il évolue principalement pour les Nashville Sounds, le club-école des Brewers dans la Ligue de la côte du Pacifique. Utilisé exclusivement comme lanceur de relève en 2008, il y connaît une excellente année avec une moyenne de points mérités de 1,99 en 63 manches et un tiers lancées pour Nashville. Il passe à Nashville l'entière saison 2010 sans être rappelé par les Brewers.
Dillard lance 24 parties, toutes comme releveur avec Milwaukee en 2011. Il enregistre 27 retraits sur des prises en 28 manches et deux tiers au monticule et présente un dossier victoires-défaites de 1-1. Dans un gain de 6-5 des Brewers sur les Marlins de la Floride le 5 juin, il remporte sa première victoire dans les majeures.
Il est choisi au sein de l'effectif de 25 joueurs des Brewers de Milwaukee pour amorcer la saison 2012 et affecté à l'enclos de relève.

## Style

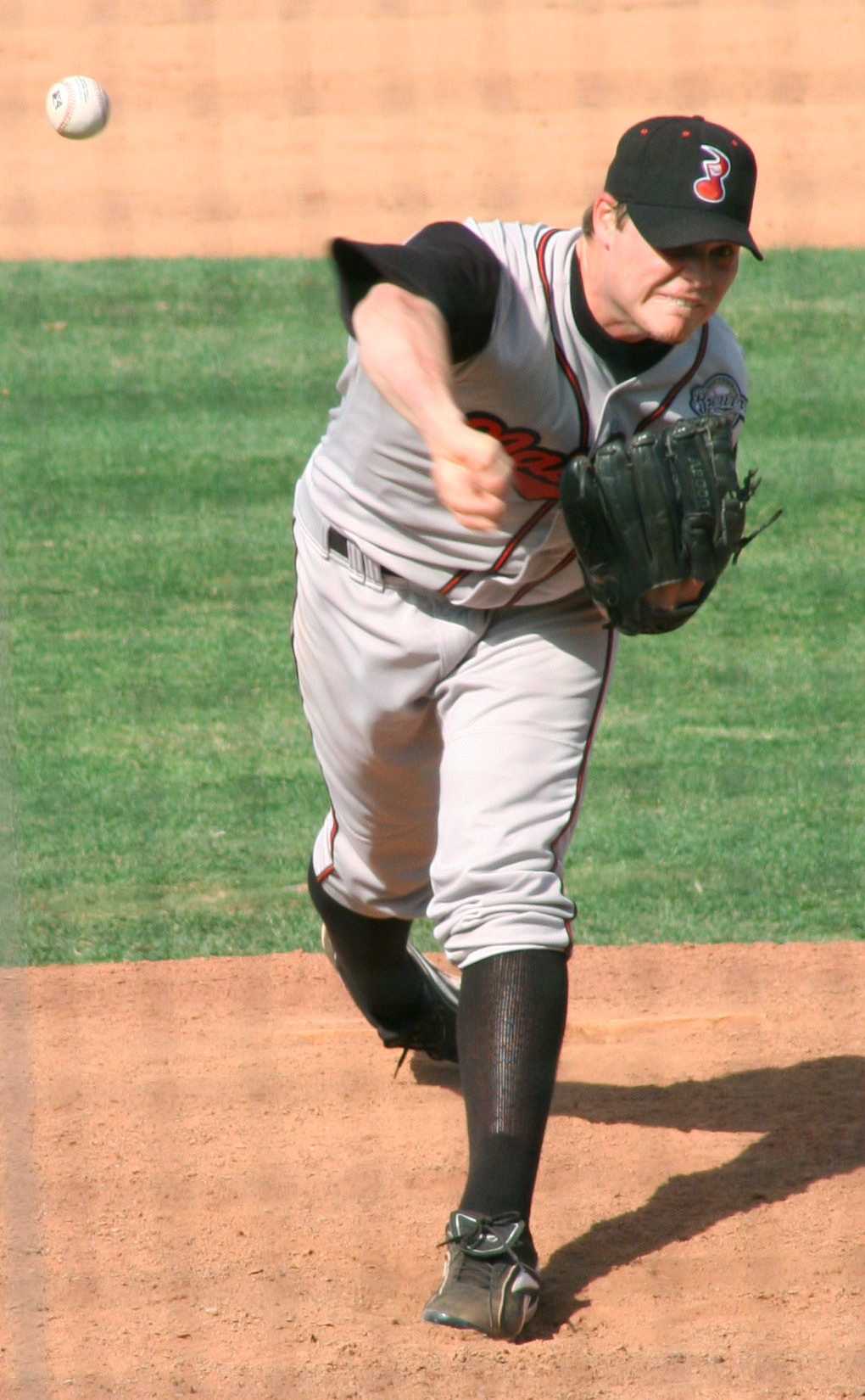
Tim Dillard en 2008.
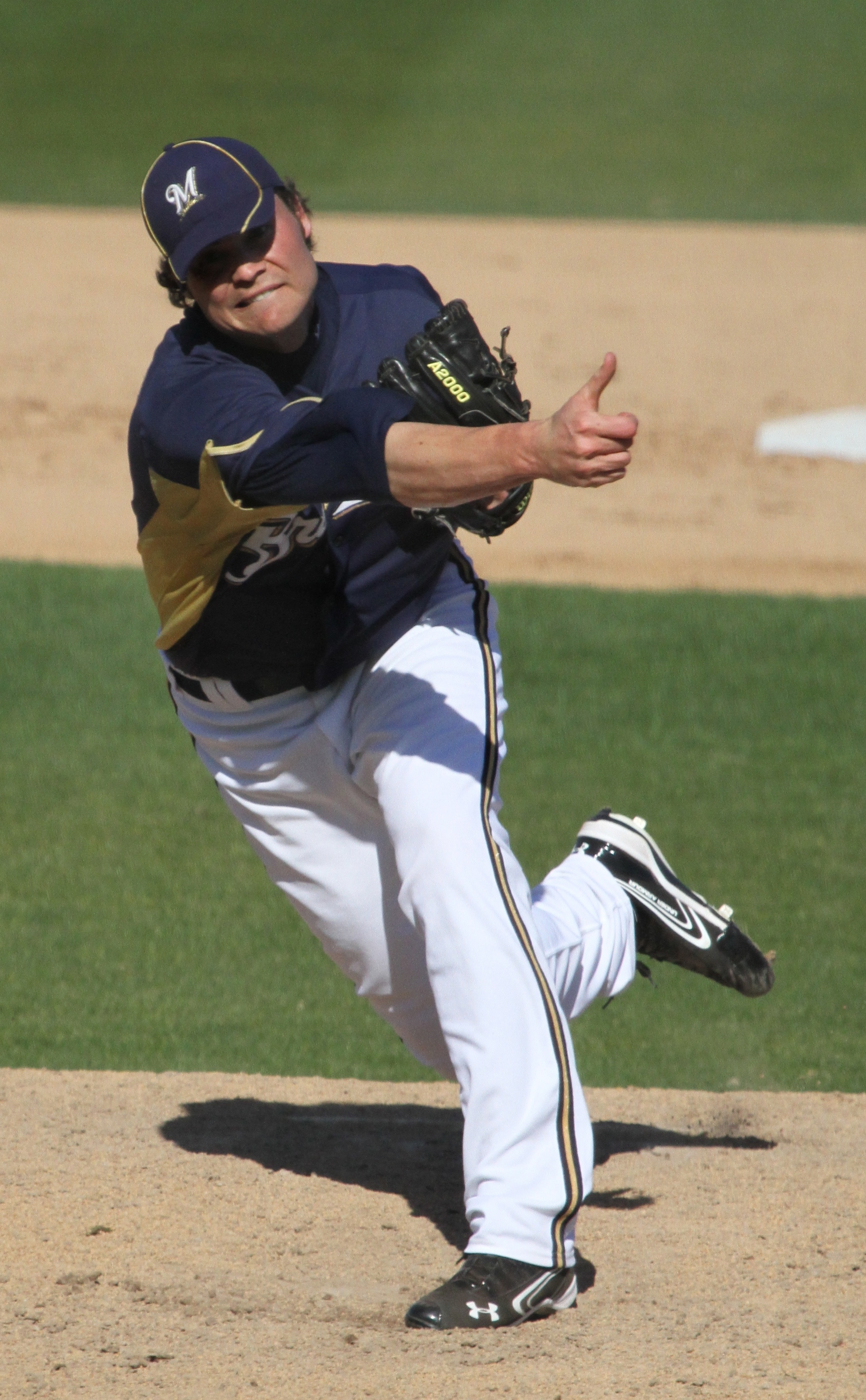
Sa nouvelle motion en 2012.

Dillard, autrefois capable d'atteindre les 153 km/h avec sa balle rapide, voit son principal lancer perdre de la vélocité au fil des ans. Au camp d'entraînement des Brewers en 2010, on lui suggère de renoncer au style plus conventionnel adopté par les lanceurs et de lancer la balle « de côté ». Il accomplit cette transformation dans les ligues mineures.